# Plomo de El Cigarralejo
El plomo de El Cigarralejo es una pieza artesanal que contiene una inscripción greco-íbera en lengua íbera, actualmente expuesta en el Museo de Arte Ibérico El Cigarralejo, en Mula, Murcia. 

## Origen

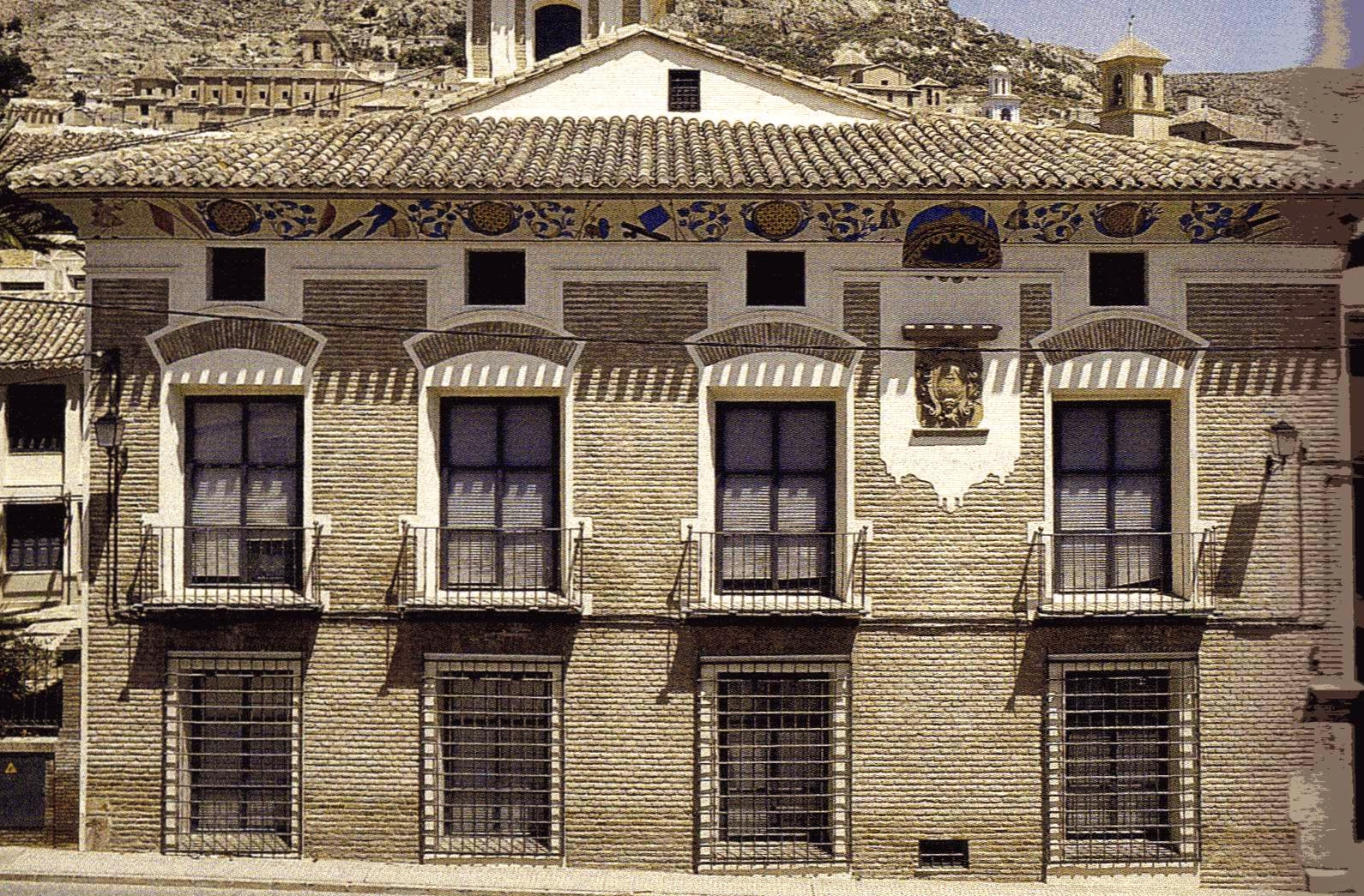
Fachada del Museo de Arte Ibérico El Cigarralejo

Fue encontrado por Emeterio Cuadrado en la sepultura número 21 de la necrópolis de El Cigarralejo (Mula). Por el resto del ajuar funerario, parece que la tumba perteneció a una mujer y puede ser fechada en la segunda mitad del s. IV a. C. Es el único plomo con escritura aparecido en el yacimiento.

## Inscripción
La trascripción es la siguiente, aunque desconocemos su significado. En el reverso aparecen únicamente dos signos en la parte central del plomo: i y n:
I - iuntegens [...]
II - sakaŕbik:sos [...]
III - lagutaś:kebes [...]
IV - isgenus:andinue [...] biandingorisanlenebarerbeigulnarerganikbos:
V - taŕikedelbabinditaŕke [...] s [...] bin [...] nela:ebanalbasusbeliginela
VI - sabaŕbasderikbidedenenersbesanelas 

VII - ikbaidesuisebartaśaŕtiduŕangunan

## Contexto de la inscripción
Cronológicamente, el contexto arqueológico permite una datación del siglo IV a. C. para el plomo de El Cigarralejo. Puede tratarse de un texto de despedida, religioso, comercial o de otra índole debído a la exposición concéntrica de tendencia serpentiforme del plomo, pero para Emeterio Cuadrado al haber aparecido en una tumba, nos encontramos ante una lámina con imprecaciones análogas a las griegas.
Constituiría lo que los romanos llamaban devctiones defixiones, es decir, una especie de pacto por el que las divinidades infernales eran conjuradas a causar determinados males a la persona contra la cual era lanzada la maldición.
Hay teorías de que en el texto se indicaban las ofensas recibidas por el maldiciente y los crímenes atribuidos a su enemigo, a quien procuraban mandar a los infiernos. De confirmarse esta teoría, existiría una gran influencia griega en las ideas de ultratumba de los íberos.
Esta texto por tanto, muestra la relación o influencia que la cultura y civilización helénica tuvo con el mundo ibérico durante el 450 y 350 a. C.; impronta que propició el intento, en una parte de la Contestania (Campello, Alcoy, Jumilla o Mula), de la adopción del alfabeto griego para escribir la lengua ibérica, experimento que sólo quedó en eso, ya que a partir del siglo IV. a. C. desaparecen los textos en gregoibérico.